# Station Brussel-Zuid

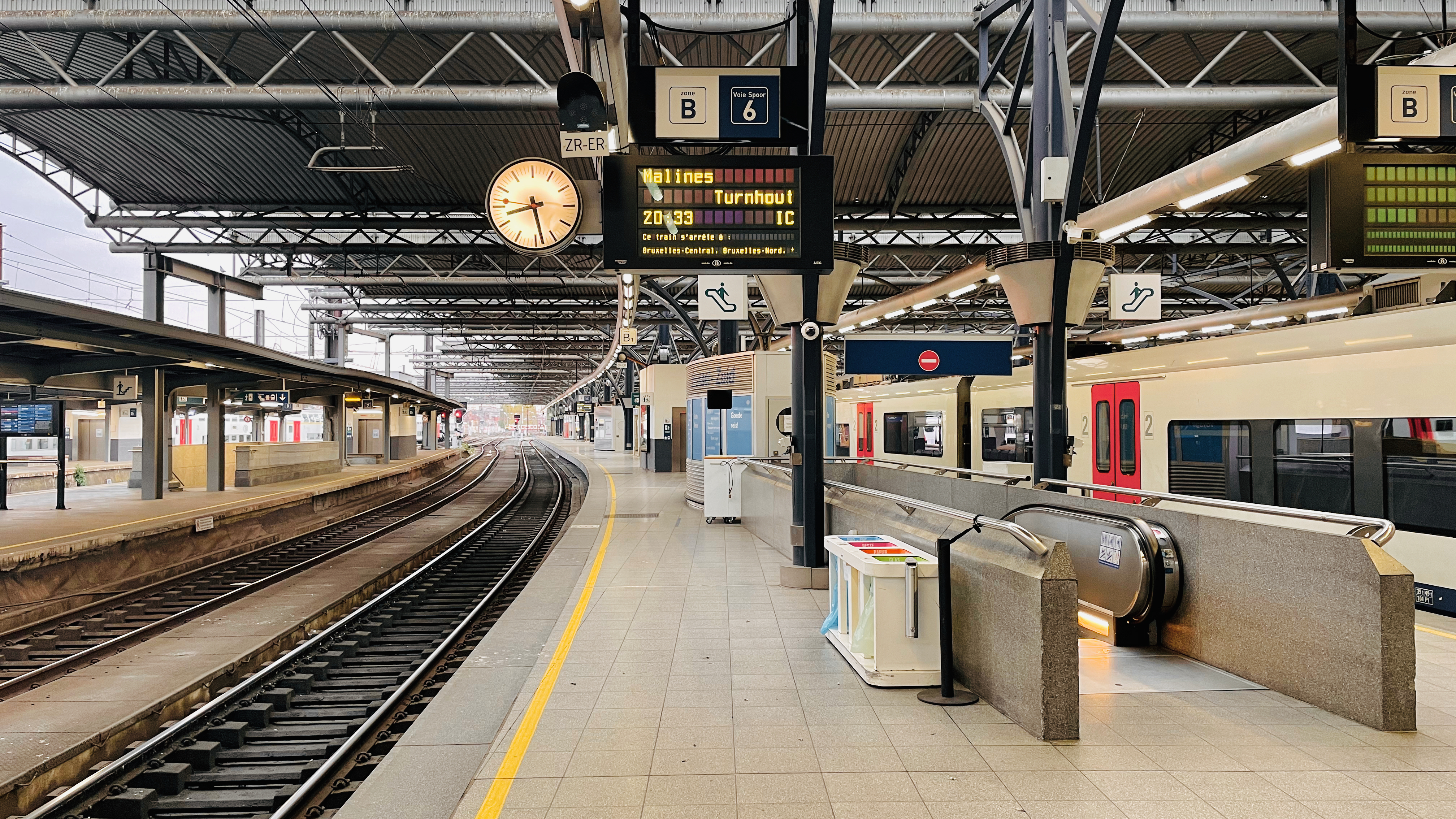
Zicht op spoor 6

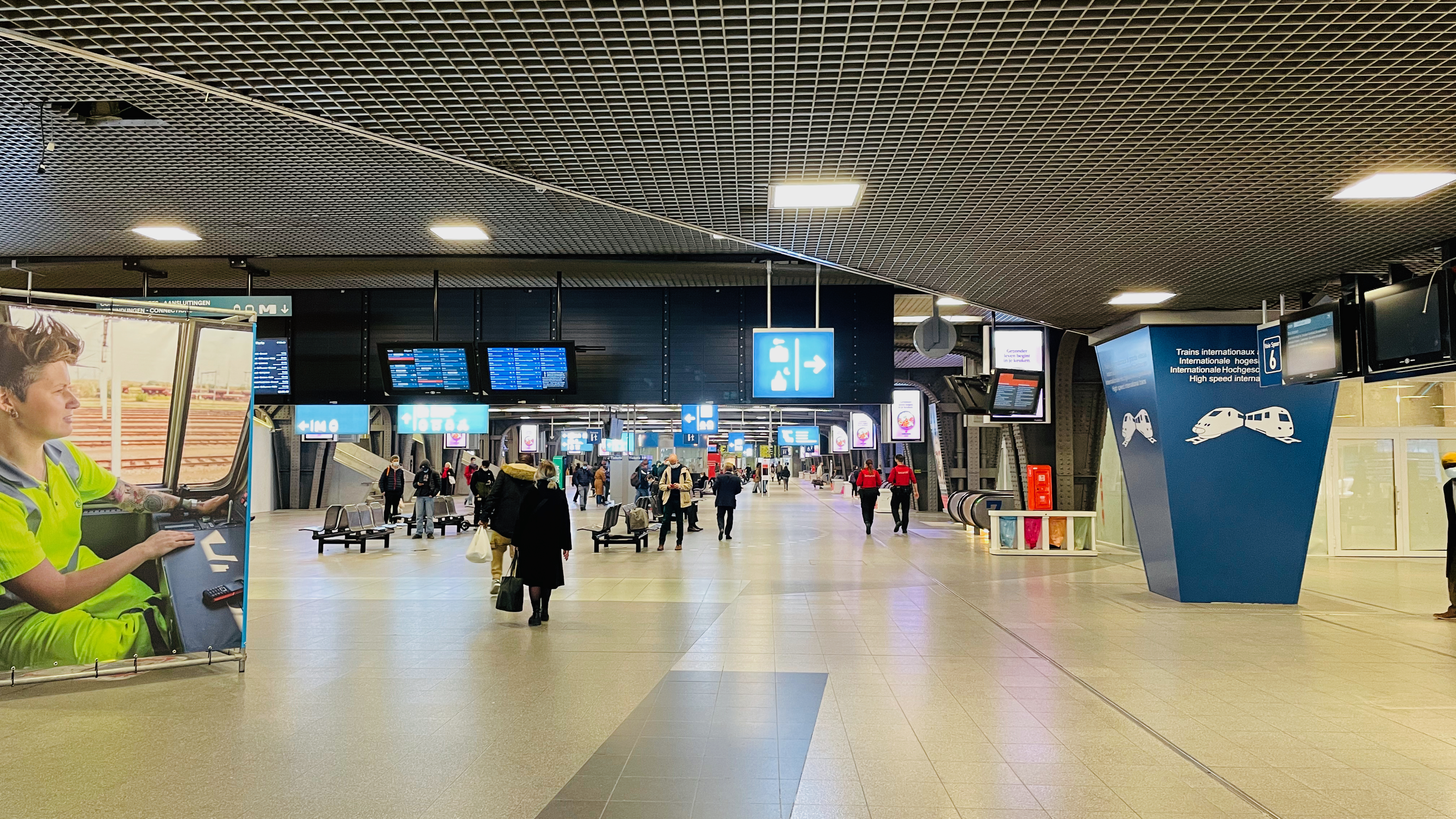
De hoofdgang

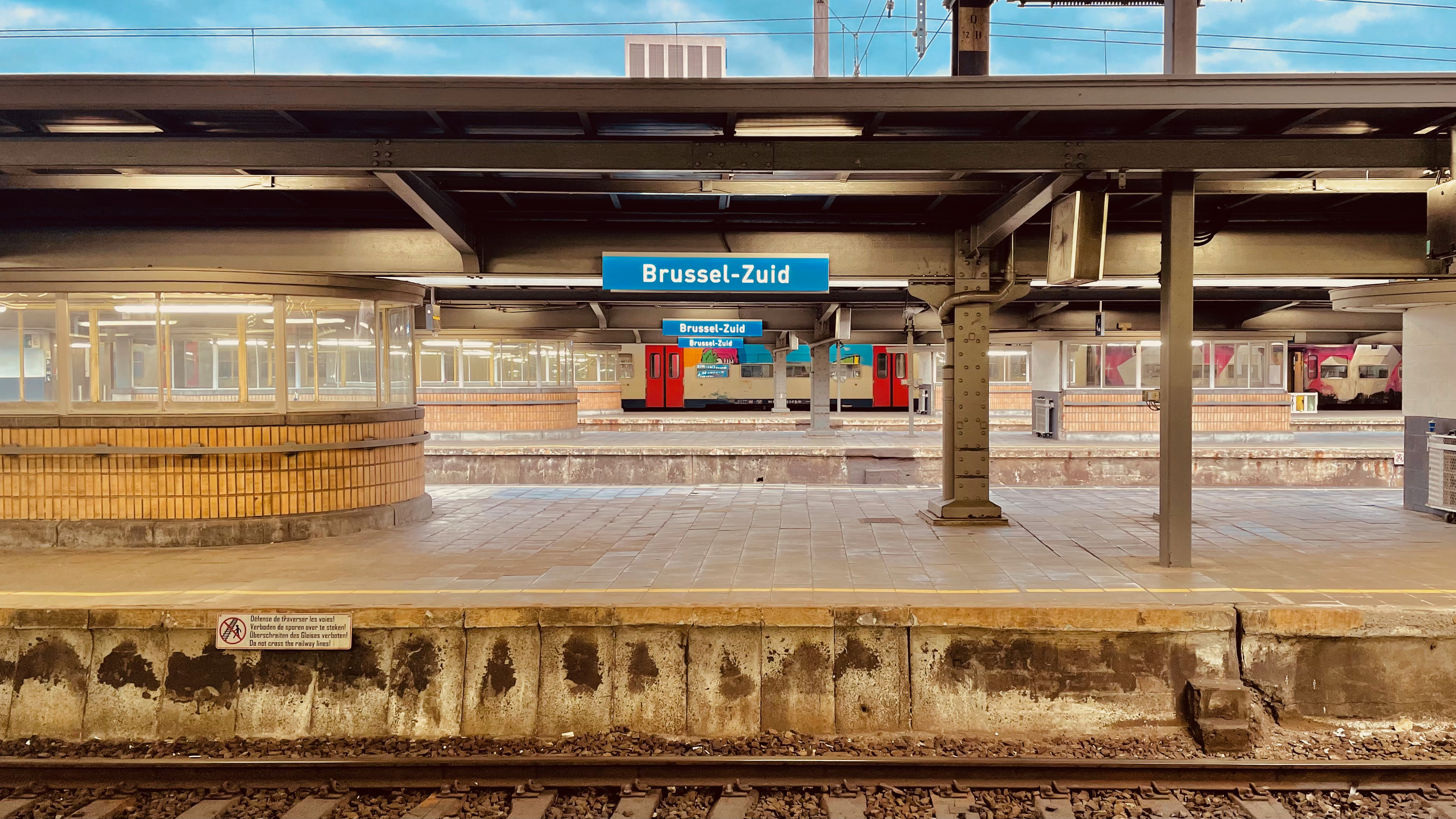
Zicht op de perrons

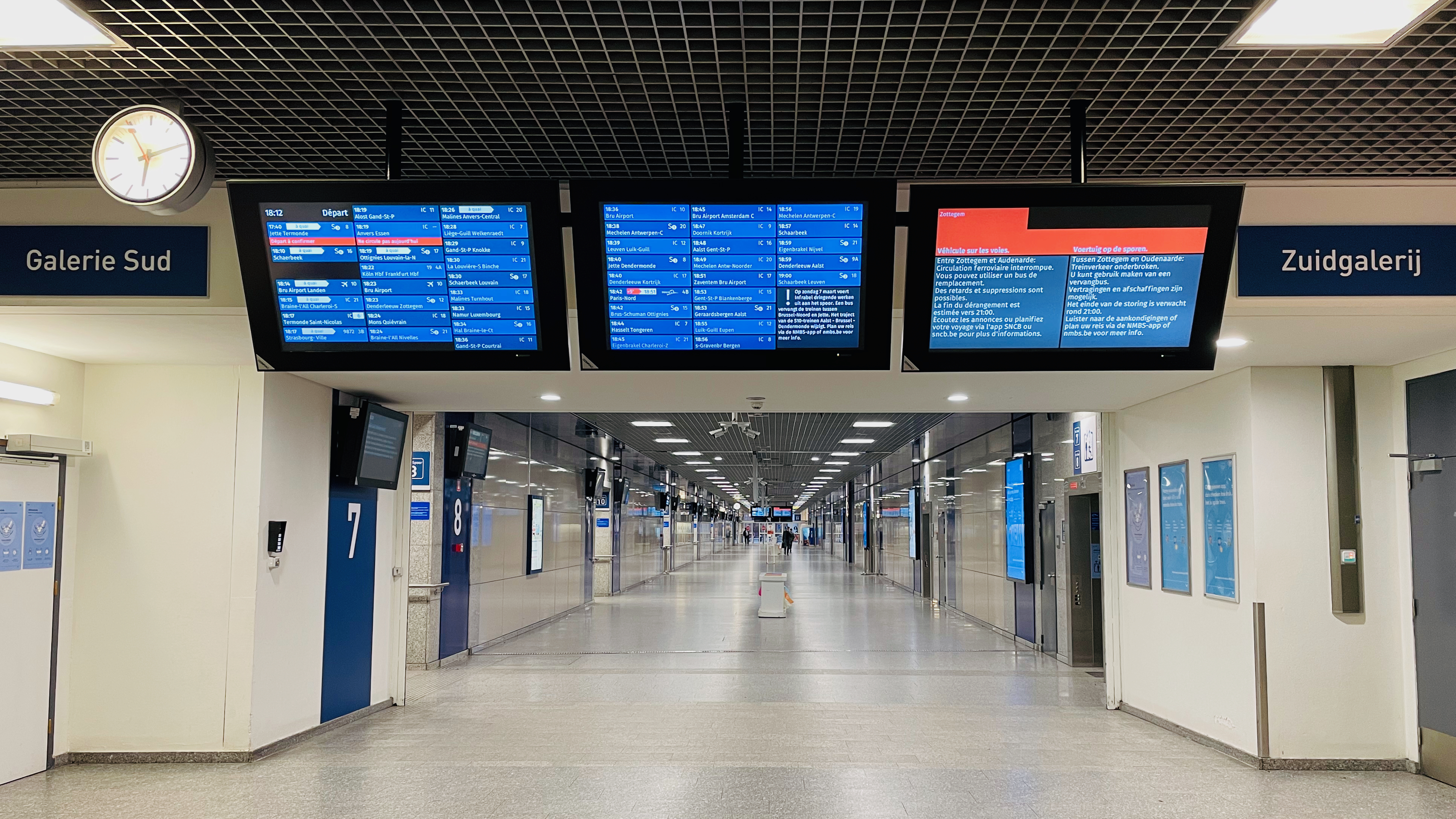
Zicht op een gang

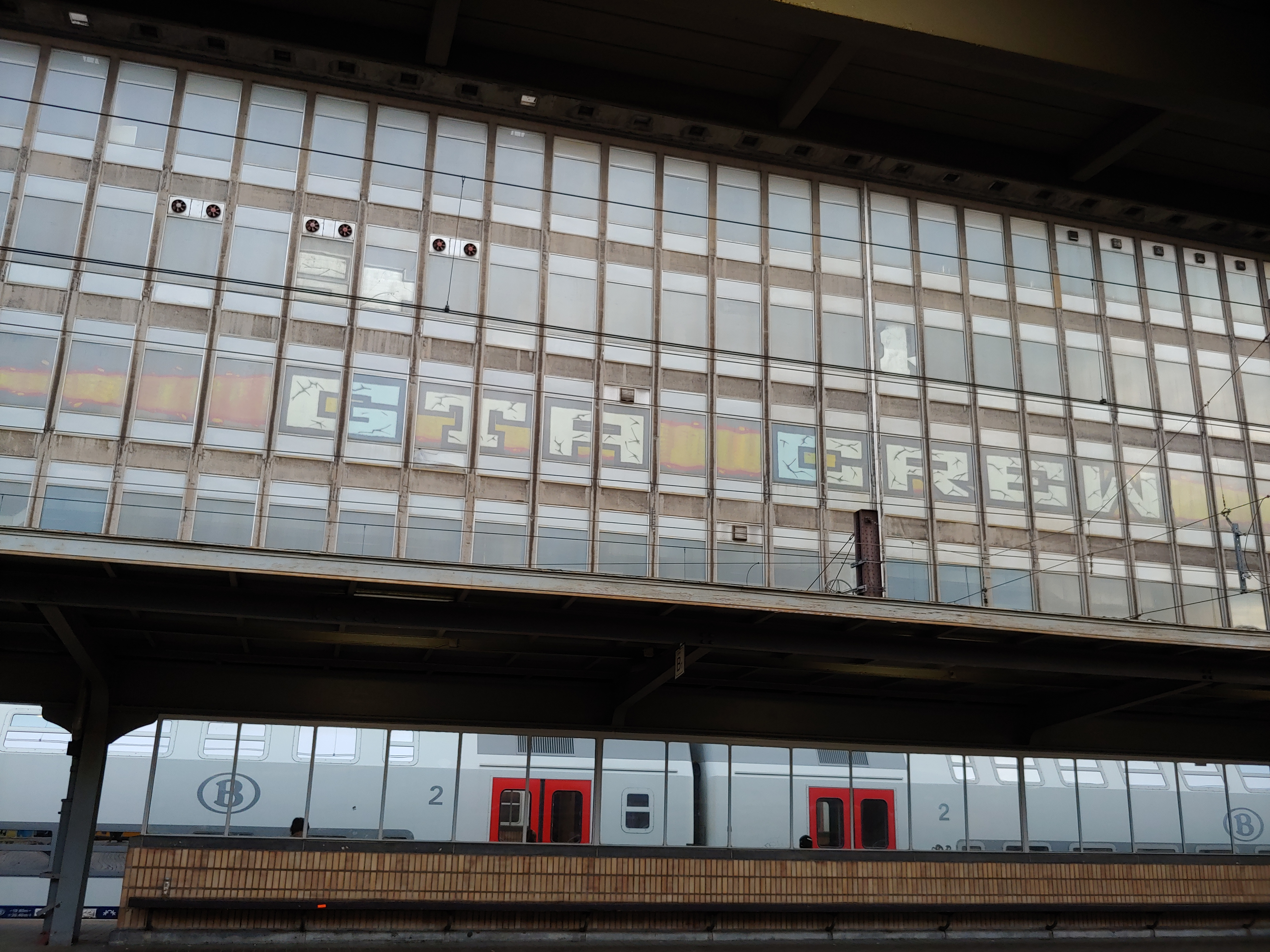

Station Brussel-Zuid (Frans: Gare de Bruxelles-Midi of informeel Gare du Midi) is een Belgisch spoorwegstation ten zuiden van het centrum van Brussel (op het grondgebied van de gemeente Sint-Gillis). Brussel-Zuid is een knooppunt van internationale en nationale treinen en telt 22 perronsporen. Het is met ca. 50.000 passagiers per dag (ma. t/m vr.) in 2022 het drukste treinstation van het land. In het weekend wordt het station gemiddeld door 25.000 reizigers per dag gebruikt. Het treinstation is verbonden met een metrostation met de naam Zuidstation/Gare du Midi.

## Geschiedenis

### Bogaardenstation
In 1840 opende het eerste Zuidstation, toen Bogaardenstation genoemd, zijn deuren op de plaats waar het Bogaardenklooster stond. Voor de ingang werd het Rouppeplein aangelegd. Daar bevindt zich nog steeds het oude stationsbuffet. De naam "Hôtel à La Grande Cloche" verwijst naar de toenmalige stationsklok.
Het was een kopstation met zes sporen waar treinen toekwamen uit Bergen, Charleroi en La Louvière. Omdat het Bogaardenstation te klein werd voor 150.000 reizigers per dag, besloot men het naar buiten te verschuiven. De afbraak vond plaats in 1864 en op de oude sporen kwam de statige Zuiddreef, later hernoemd tot Stalingradlaan.

### Zuidstation van Payen
In 1869 was het nieuwe station (nabij de huidige plaats) klaar, een monumentaal neoklassiek gebouw ontworpen door de architect Auguste Payen. Het was nog steeds een kopstation, waarvan de hoofdingang uitkwam op het Grondwetplein. De urbanistische inplanting gebeurde door Victor Besme.
De ingang kreeg de vorm van een triomfboog, rijkelijk gedecoreerd met sculpturen. Joseph Ducaju maakte allegorische standbeelden en Louis Samain de bas-reliëfs en het grote beeld op het dak. Dit in 1880 geplaatste werk toonde de godin van de overwinning in een wagen, als huldebetoon aan de spoorwegtechniek.
In het begin van de twintigste eeuw was de omgeving ten zuiden van het station nog weinig bebouwd en er waren twee renbanen zoals te zien is op deze kaart uit 1905. Later kwam in het gebied het goederenstation Klein-Eiland, allerlei stelplaatsen, spoorwerkplaatsen en spooraansluitingen naar diverse bedrijven.

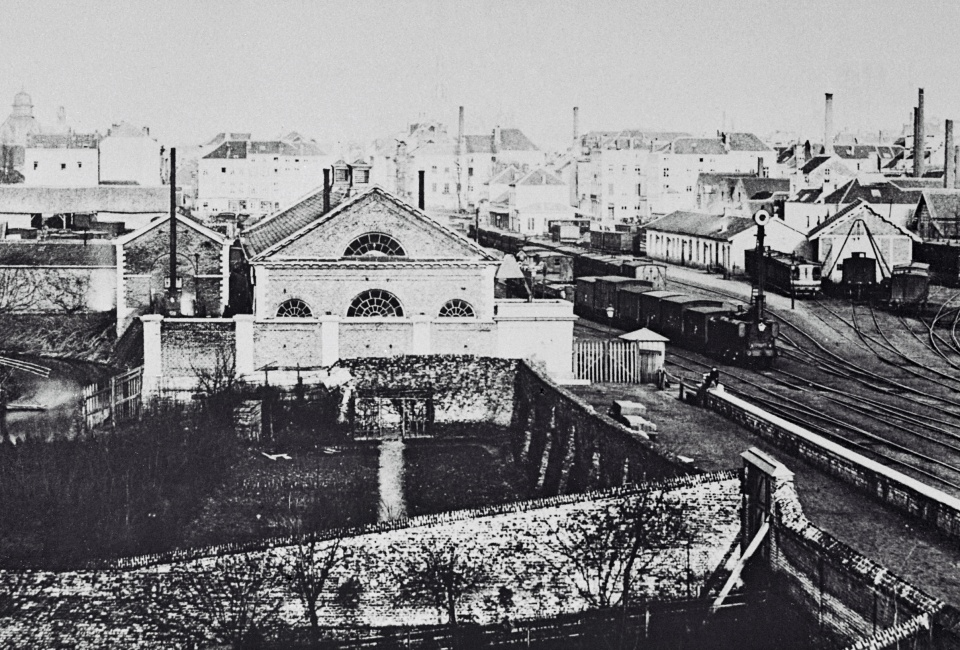
Het Bogaardenstation op een foto van Louis Ghémar, ca. 1860.
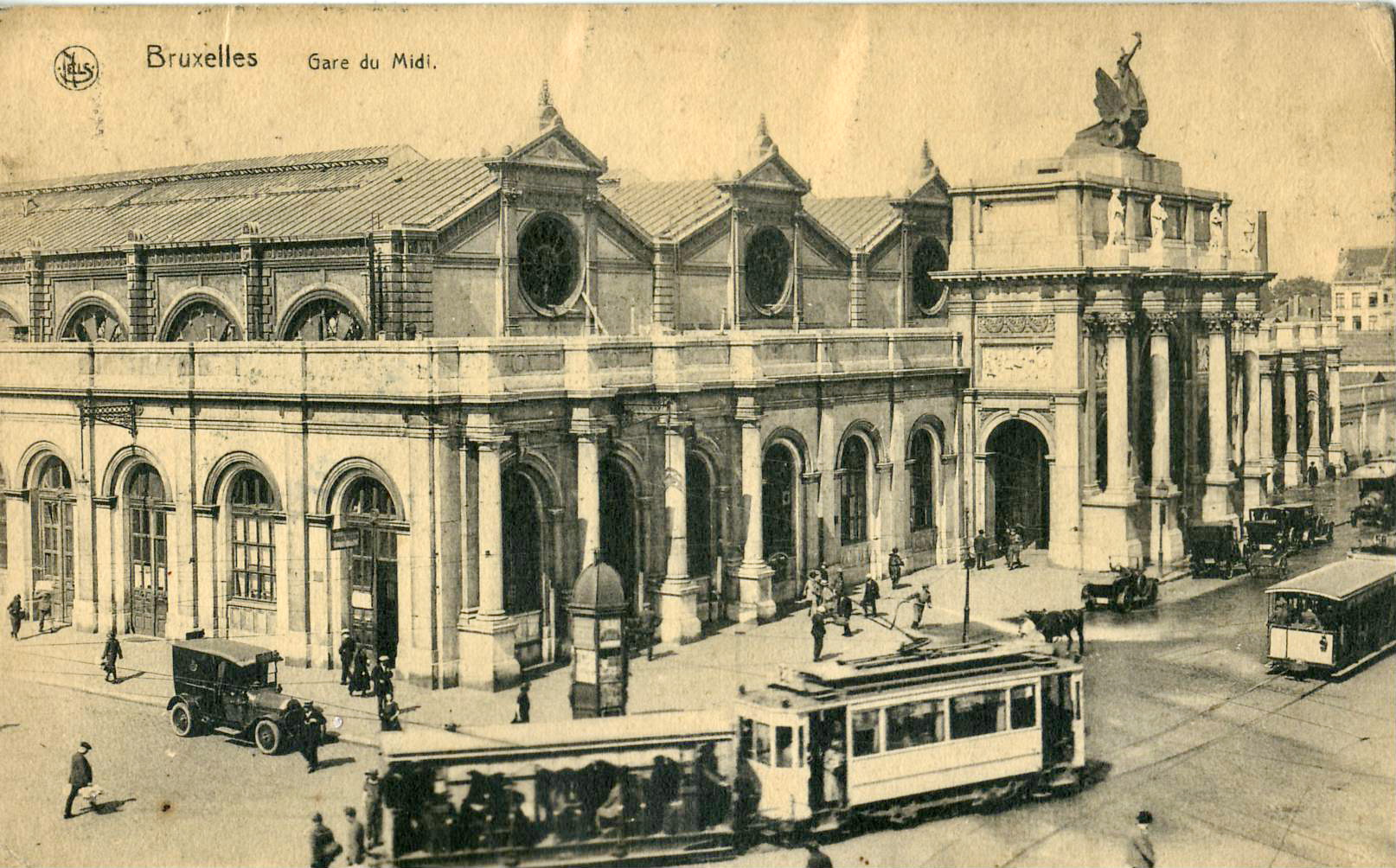
Het Zuidstation omstreeks 1928
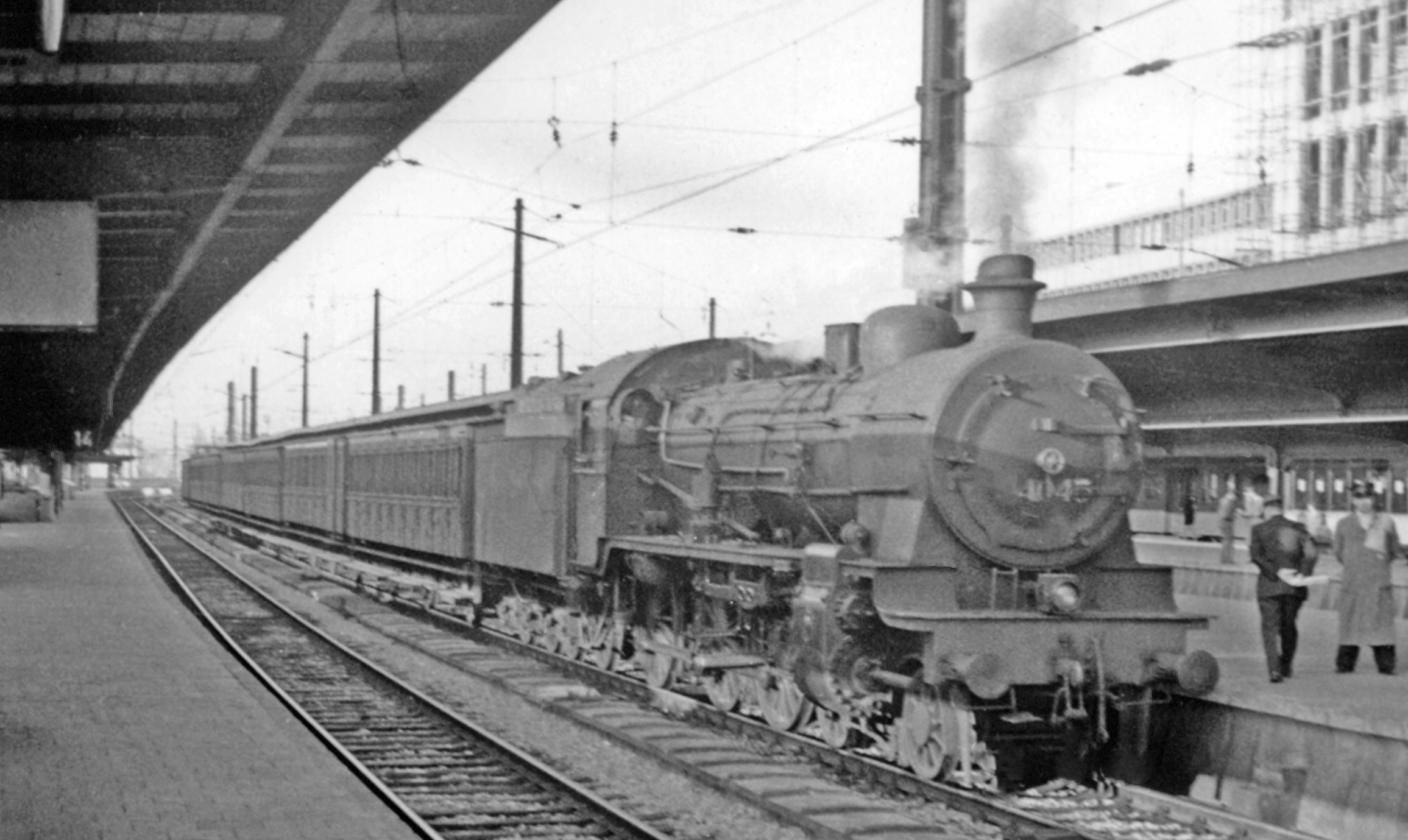
Class 8 locomotief in 1957

### Zuidstation van Blomme en Petit
Vanwege de aanleg van de Noord-Zuidverbinding in 1949 sloot het oude station definitief: het werd vervangen door een functioneel gebouw van gele baksteen met een klokkentoren, 300 m verderop. Dit modernistisch doorvoerstation werd ontworpen door de architecten Adrien Blomme, Yvan Blomme en Fernand Petit. De sporen werden op de hoogte van het dak geplaatst en een brug leidde ze naar Brussel-Kapellekerk, waar ze ondergronds gingen. Hun aantal was op achttien gebracht.
In het begin van de jaren negentig begon de modernisering. In Brussel-Zuid, het belangrijkste station van heel het land, werd een nieuwe ruimte voor de Eurostar- en Thalysterminals ingericht en de toren werd gedemonteerd (anno 1994).
De renovatie werd stilgelegd na de afwerking van de HST-terminal. Vanaf 2012 wilde men alle overige perrons renoveren en ze voorzien van een V-vormige overkapping die ontworpen werd door architect Jean Nouvel. Echter is dit plan tot op heden nooit uitgevoerd. In afwachting zijn de houten perronoverkappingen in het grijs herschilderd (vroeger lichtblauw) en waterdicht gemaakt teneinde afbladering van de verf te voorkomen. In het verleden waren er op de perrons telefooncellen ter beschikking van de reizigers. Anno 2013 werden ze verwijderd. Een exemplaar werd bewaard.

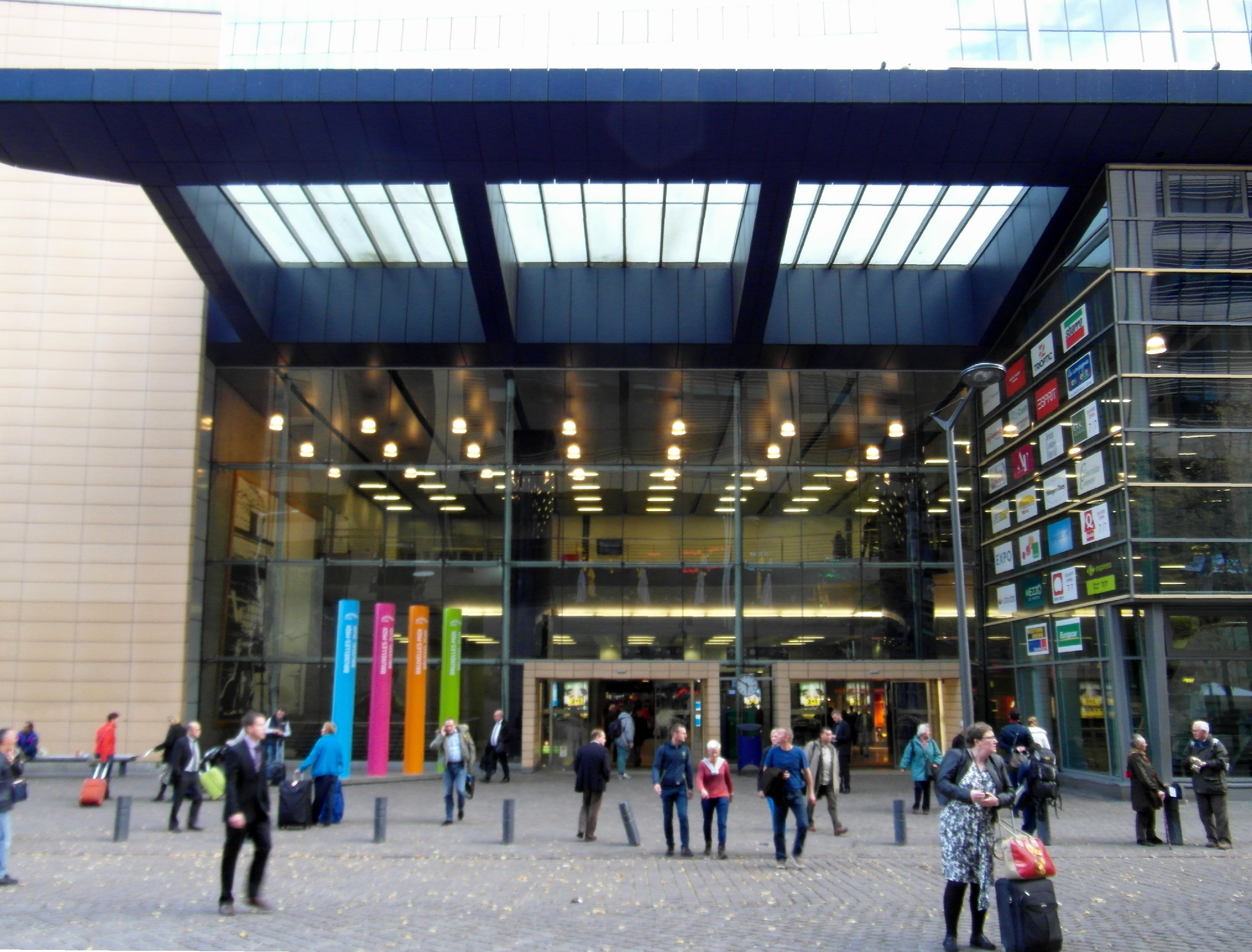
De westelijke ingang
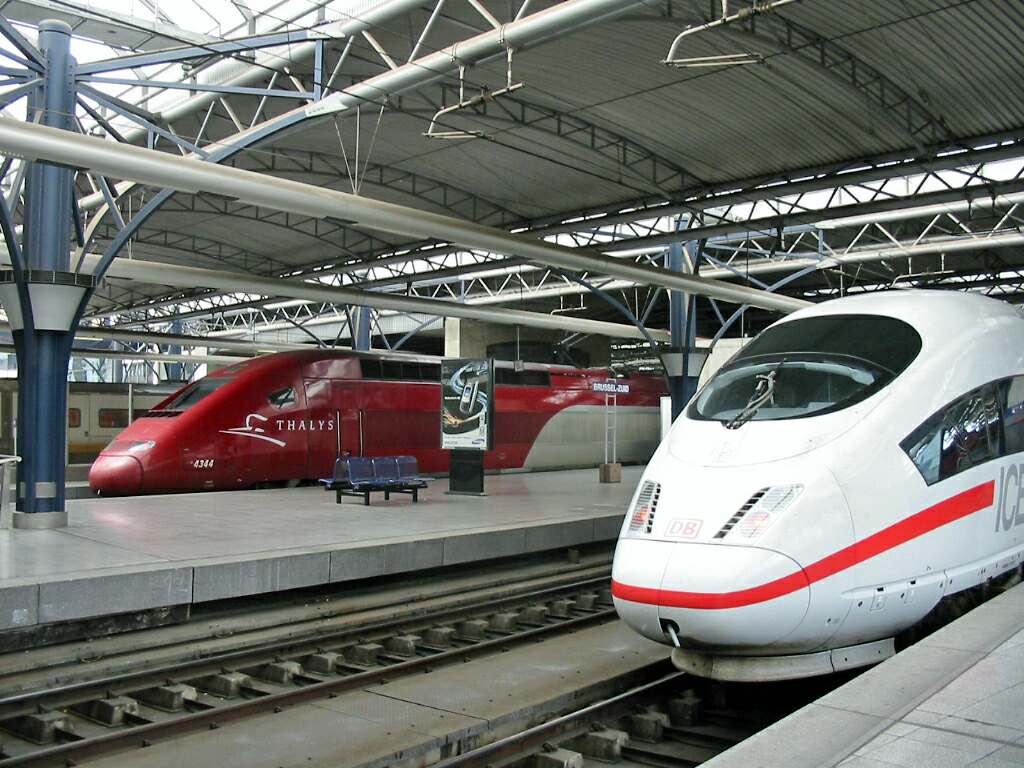
Brussel-Zuid, internationale zone
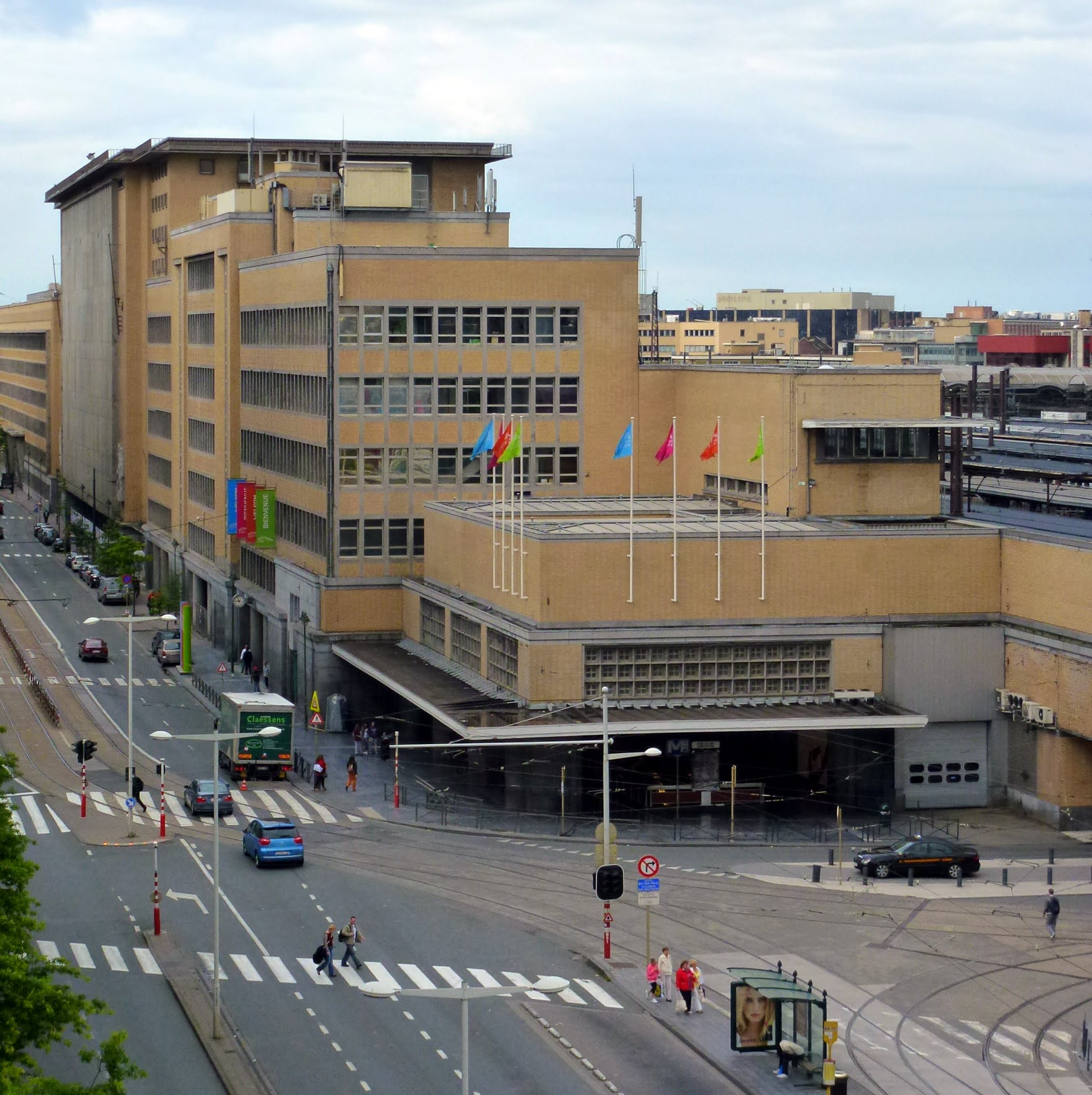
Het actuele Zuidstation, gebouwd in 1952. Fonsnylaan, Brussel.

## Franse benaming
In het Frans wordt het Brusselse Zuidstation 'Bruxelles-Midi' genoemd, wat door Nederlandstaligen wel eens wordt verward met het centraal station. 'Midi' is Frans voor middag, 12 uur, en vervolgens voor de plaats waar de zon op dat tijdstip staat, dus het zuiden, al is in het Belgisch Frans 'Sud' couranter. De benaming 'Bruxelles-Midi' is ouder dan de term 'Brussel-Zuid', een vertaling die er pas in 1898 kwam bij de gelijkstelling van het Nederlands en het Frans. In de 19de-eeuwse Franse taal was 'Le Midi' nog de gebruikelijke benaming voor het zuiden. Het Nederlands-Frans woordenboek van Van de Velde en Sleeckx uit 1861 geeft als eerste vertaling voor zuiden 'midi' en pas als tweede variant 'sud'. Treinstations kregen in deze tijd doorgaans de naam mee van de richting waarin de vertrekkende treinen reden. Vanuit het Brusselse Zuidstation vertrokken vooral treinen naar het zuiden van het land en zelfs al nachttreinen naar Frankrijk. Andere stations als Haren-Zuid en Charleroi-Centraal kregen dan weer wel de vertaling 'Haren-Sud' en 'Charleroi-Sud' mee. Toen bij de gelijkheidswet van 1898 een Nederlandse vertaling gezocht moest worden heeft men dan ook voor de naam 'Brussel-Zuid' geopteerd. De benaming Bruxelles-Midi bleef echter voortbestaan. Brussel-Zuid is ook niet het enige station met een dergelijke vertaling: Vorst-Zuid wordt in het Frans ook Forest-Midi genoemd.

## Spoorlijnen
- 0, Noord-Zuidverbinding
- 28, westelijke ringlijn naar Jette / Schaarbeek / Schuman / Brussel-Noord
- 50A, naar Oostende
- 96, naar Halle, Bergen en Quévy
- 96N, rechtstreekse toegang via een viaduct naar de hst-terminal
- 124, naar Charleroi

## Treindienst
Sinds 25 mei 2023

### Internationaal

#### Naar internationale luchthavens
Er zijn rechtstreekse treinen van Brussel-Zuid tot in vier internationale luchthavens: Brussel (Zaventem), Amsterdam (Schiphol), Parijs (Charles De Gaulle) en Frankfurt. In de boekingssystemen van de luchtvaart kan het treinstation gevonden worden met IATA-luchthavencode ZYR.
Sommige vliegmaatschappijen bieden ook één gebundeld ticket aan voor de langeafstandsvlucht en de hogesnelheidstrein vanaf Brussel-Zuid, via luchthavens Amsterdam of Parijs. KLM en Air France hebben daarvoor een Air&Rail Terminal in station Brussel-Zuid. De bagage op de trein wordt hier niet door de vliegmaatschappij afgehandeld (zoals wel gebeurt in de Duitse samenwerking tussen DB en Lufthansa).

### Internationaal
| Serie         | Treinsoort                                       | Route | Bijzonderheden |
| ------------- | ------------------------------------------------ | --- | --- |
| ICE 79        | InterCityExpress (DB Fernverkehr)                | Brussel-Zuid – Brussel-Noord – Luik-Guillemins – Aachen Hbf – Köln Hbf – Frankfurt (Main) Flughafen Fernbahnhof – Frankfurt (Main) Hbf | Rijdt elke twee uur. |
| 450           | European Sleeper (European Sleeper)              | Brussel-Zuid – Antwerpen-Centraal – Roosendaal – Rotterdam Centraal – Den Haag HS – Schiphol Airport – Amsterdam Centraal – Amersfoort Centraal – Deventer – Bad Bentheim – Berlin Hbf – Dresden Hbf – Praha hl.n. | Stopt 2-3x per week. Stopt richting Brussel niet op Schiphol Airport en Den Haag HS. |
| Eurostar 9100 | Eurostar (Eurostar)                              | Amsterdam Centraal – Rotterdam Centraal – Brussel-Zuid – Lille-Europe – London St Pancras International | |
| 9200 IC 35    | EuroCity, Beneluxtrein (NMBS)                    | Rotterdam Centraal – Breda – Noorderkempen – Antwerpen-Centraal – Mechelen – Brussels Airport-Zaventem – Brussel-Noord – Brussel-Centraal – Brussel-Zuid | Via HSL Schiphol - Antwerpen. |
| Eurostar 9300 | Eurostar (Eurostar)                              | Amsterdam Centraal – Schiphol Airport – Rotterdam Centraal – Antwerpen-Centraal – Brussel-Zuid – Paris-Nord | Via HSL. Diverse ritten alleen tussen Amsterdam en Brussel. |
| Eurostar 9400 | Eurostar (Eurostar)                              | Paris Nord – Brussel-Zuid – Luik-Guillemins – Aachen Hbf – Köln Hbf – Düsseldorf Hbf – Duisburg Hbf – Essen Hbf – Bochum Hbf – Dortmund Hbf | Vijf treinen per dag. Enkele treinen verder naar Dortmund. |
| 9500          | Eurocity Direct, Beneluxtrein (NS International) | Lelystad Centrum – Almere Buiten – Almere Centrum – Amsterdam Zuid – Schiphol Airport – Rotterdam Centraal – Antwerpen-Centraal – Brussel-Zuid | Via HSL. Tussen Schiphol en Rotterdam is bij een reis binnen Nederland een toeslag verschuldigd. Rijdt na 20:00 uur, zaterdagochtend vroeg en op zondag enkel tussen Amsterdam Zuid en Brussel-Zuid v.v. |
| Eurostar 9900 | Eurostar (Eurostar)                              | Amsterdam Centraal – Schiphol Airport – Rotterdam Centraal – Antwerpen-Centraal – Brussel-Zuid – [ Aéroport Charles-de-Gaulle 2 TGV – Marne-la-Vallée - Chessy ] / [ Chambéry-Challes-les-Eaux – Albertville – Moûtiers - Salins - Brides-les-Bains – Aime-La Plagne – Landry – Bourg-Saint-Maurice ] / [ Valence-Rhône-Alpes-Sud TGV – Avignon TGV – Aix-en-Provence TGV – Marseille Saint-Charles ] | Via HSL. Marne-la-Vallée - Chessy 2 keer per dag. Bourg-Saint-Maurice 1 keer per week in de winter. Marseille Saint-Charles 1 keer per week in de zomer.                                                 |
| NJ 425        | Nightjet (ÖBB)                                   | Brussel-Zuid – Brussel-Noord – Luik-Guillemins – Aachen Hbf – Köln-Ehrenfeld – Bonn Hbf – Koblenz Hbf – Mainz Hbf – Frankfurt (Main) Süd – Erfurt Hbf – Halle (Saale) Hbf – Berlin Südkreuz – Berlin Hbf | Drie keer per week. Trein splitste en combineerde in Mannheim Hbf. Rijdt Brussel – Mannheim samen NJ 40425. Rijdt Mannheim – Berlijn samen met NJ 40469.                                                 |
| NJ 40425      | Nightjet (ÖBB)                                   | Brussel-Zuid – Brussel-Noord – Luik-Guillemins – Aachen Hbf – Köln-Ehrenfeld – Bonn Hbf – Koblenz Hbf – Mainz Hbf – München Ost – Rosenheim – Salzburg Hbf – Linz Hbf – Sankt Pölten Hbf – Wien Meidling – Wien Hbf | Drie keer per week. Trein splitste en combineerde in Mannheim Hbf. Rijdt Brussel – Mannheim samen met NJ 425. Rijdt Mannheim – Wenen samen met NJ 469.                                                   |

#### TGV
| Serie    | Treinsoort | Route | Bijzonderheden                                                                             |
| -------- | ---------- | --- | ------------------------------------------------------------------------------------------ |
| TGV 9800 | TGV (SNCF) | [ Luxemburg – Thionville – Metz-Ville – Strasbourg-Ville – Mulhouse-Ville – Belfort-Montbéliard TGV – Besançon Franche-Comté TGV – Dijon-Ville – Mâcon-Ville – ] / [ Brussel-Zuid – Lille-Europe – Arras – TGV Haute-Picardie – Aéroport Charles-de-Gaulle 2 TGV – [ Champagne-Ardenne TGV – Meuse TGV – Lorraine TGV – Strasbourg-Ville ] / [ Marne-la-Vallée - Chessy – [ Massy TGV – Le Mans – [ Laval – Rennes ] / [ Angers-Saint-Laud – Nantes ] ] / [ Creusot TGV – ] Lyon-Part-Dieu – [ Avignon TGV – Marseille Saint-Charles ] / [ Montpellier-Saint-Roch – Perpignan ] ] | Dagelijkse verbinding met Montpellier en Marseille. Perpignan - Brussel tweemaal per week. |

Doordat deze treinserie op verschillende tijdstippen verschillende routes rijdt, kan men doorheen de dag 8 keer rechtstreeks naar Rijsel en Luchthaven Parijs Charles De Gaulle, 6 keer naar Lyon en 3 keer naar Marseille.
Vanaf donderdag 19 december 2024 rijdt de Ouigo naar Gare du Nord met haltes in Bergen, Aulnoye-Aymeries en Creil.

### Nationaal
| Serie       | Treinsoort             | Route | Bijzonderheden |
| ----------- | ---------------------- | --- | --- |
| IC 01       | Intercity (NMBS)       | Eupen – Luik-Guillemins – Brussel-Zuid – Gent-Sint-Pieters – Brugge – Oostende                                              | |
| IC 03       | Intercity (NMBS)       | Genk – Leuven – Brussel-Zuid – Gent-Sint-Pieters – Brugge – Blankenberge                                                    | |
| IC 05       | Intercity (NMBS)       | Charleroi-Centraal – Brussel-Zuid – Antwerpen-Centraal – Antwerpen-Luchtbal                                                 | Rijdt alleen op werkdagen. |
| IC 06       | Intercity (NMBS)       | Brussels Airport-Zaventem – Brussel-Zuid – Doornik                                                                          | |
| IC 06A      | Intercity (NMBS)       | Brussels Airport-Zaventem – Brussel-Zuid – Bergen                                                                           | |
| IC 07       | Intercity (NMBS)       | Charleroi-Centraal – Brussel-Zuid – Antwerpen-Centraal – Essen                                                              | Rijdt alleen op werkdagen. |
| IC 11       | Intercity (NMBS)       | Binche – La Louvière-Centrum – Brussel-Zuid – Schaarbeek [ – Mechelen – Turnhout ]                                          | Rijdt in het weekend tussen Binche en Schaarbeek. |
| IC 12       | Intercity (NMBS)       | [ Oostende – Brugge – ] Kortrijk – Gent-Sint-Pieters – Brussel-Zuid – Luik-Guillemins – Welkenraedt                         | Rijdt alleen op werkdagen. Eerste en laatste ritten van/naar Oostende.                                                                                             |
| IC 13       | Intercity (NMBS)       | Kortrijk – Denderleeuw – Brussel-Zuid – Schaarbeek                                                                          | Rijdt alleen op werkdagen, rijdt soms van/naar Brussel-Zuid. |
| IC 14       | Intercity (NMBS)       | Quiévrain – Bergen – Brussel-Zuid – Leuven – Luik-Guillemins                                                                | Rijdt alleen op werkdagen. |
| IC 16       | Intercity (NMBS/CFL)   | Brussel-Zuid – Namen – Luxemburg                                                                                            | |
| IC 17       | Intercity (NMBS)       | Brussels Airport-Zaventem – Brussel-Luxemburg – Namen – Dinant                                                              | Rijdt in het weekend tussen Brussel-Zuid en Dinant. |
| IC 18       | Intercity (NMBS)       | [ Doornik – Aat – ] Brussel-Zuid – Namen – Luik-Guillemins – Luik-Sint-Lambertus                                            | Rijdt alleen op werkdagen. Rijdt in de spits verder naar Doornik.                                                                                                  |
| IC 20       | Intercity (NMBS)       | Gent-Sint-Pieters – Aalst – Brussel-Zuid – Brussels Airport-Zaventem                                                        | |
| IC 22       | Intercity (NMBS)       | Brussel-Zuid – Mechelen – Antwerpen-Centraal                                                                                | |
| IC 23       | Intercity (NMBS)       | Brussels Airport-Zaventem – Brussel-Zuid – Kortrijk – Brugge – Oostende                                                     | Stopt in het weekend bijkomend in Munkzwalm. |
| IC 23A      | Intercity (NMBS)       | Brussels Airport-Zaventem – Brussel-Zuid – Gent-Sint-Pieters – Brugge – Knokke                                              | |
| IC 26       | Intercity (NMBS)       | Kortrijk – Doornik – Brussel-Zuid – Dendermonde                                                                             | Rijdt in het weekend Brussel-Zuid - Dendermonde |
| IC 29       | Intercity (NMBS)       | [ De Panne – ] Gent-Sint-Pieters – Aalst – Brussel-Zuid – Brussels Airport-Zaventem – Leuven – Landen                       | Rijdt in het weekend De Panne - Brussel-Noord. |
| IC 31       | Intercity (NMBS)       | [ Charleroi-Centraal – ] Brussel-Zuid – Mechelen – Antwerpen-Centraal                                                       | In het weekend vanaf Charleroi-Centraal. |
| S 1         | S-trein Brussel (NMBS) | Charleroi-Centraal – /Nijvel – Brussel-Zuid – Mechelen – Antwerpen-Centraal                                                 | Op zondag een deel Brussel-Noord - Nijvel en een deel Brussel-Zuid - Antwerpen-Centraal. Tijdens de week eerste en laatste ritten van/naar Charleroi-Centraal.     |
| S 2         | S-trein Brussel (NMBS) | 's-Gravenbrakel – Brussel-Zuid – Leuven                                                                                     | Rijdt 1×/u. op zondag. |
| S 3         | S-trein Brussel (NMBS) | [ Denderleeuw – ] Geraardsbergen – Brussel-Zuid – [ Dendermonde ] / [ Schaarbeek ]                                          | Rijdt tijdens de spits vanaf/naar Denderleeuw. Tijdens de spits extra ritten Geraardsbergen-Schaarbeek. Rijdt tijdens het weekend Denderleeuw-Brusssel-Noord.      |
| S 6         | S-trein Brussel (NMBS) | Zottegem – Denderleeuw – Geraardsbergen                                                                                     | Rijdt alleen op werkdagen. Tijdens de spits een rit vanaf Oudenaarde.                                                                                              |
| S 8         | S-trein Brussel (NMBS) | Zottegem – Brussel-Zuid – Brussel-Schuman – Ottignies – Louvain-la-Neuve                                                    | Rit naar Zottegem rijdt niet in het weekend. Een rit rijdt dagelijks tussen Brussel-Zuid - Ottignies. Een rit rijdt dagelijks tussen Ottignies - Louvain-la-Neuve. |
| S 10        | S-trein Brussel (NMBS) | Dendermonde – Brussel-West – Brussel-Zuid – Aalst                                                                           | Tijdens de spits extra ritten Aalst-Brussel-Zuid |
| P 7000/8000 | Piekuurtrein (NMBS)    | [ Oostende – Brugge – ] / [ De Panne – ] / [ Poperinge – Ieper – Kortrijk – ] Gent-Sint-Pieters – Brussel-Zuid – Schaarbeek | Twee treinen per dag per richting. Een trein op zondagavond vanaf De Panne.                                                                                        |
| P 7010/8010 | Piekuurtrein (NMBS)    | Gent-Sint-Pieters – Aalst – Brussel-Zuid – Schaarbeek                                                                       | Rijdt alleen op werkdagen. |
| P 7013/8013 | Piekuurtrein (NMBS)    | Sint-Niklaas – Gent-Dampoort – Brussel-Zuid – Schaarbeek                                                                    | Rijdt alleen op werkdagen. |
| P 7205/8205 | Piekuurtrein (NMBS)    | Mol – Mechelen – Brussel-Zuid                                                                                               | Rijdt alleen op werkdagen. |
| P 7300/8300 | Piekuurtrein (NMBS)    | Genk – Hasselt – Leuven – Brussel-Zuid                                                                                      | Rijdt alleen op werkdagen. |
| P 7305/8305 | Piekuurtrein (NMBS)    | Tongeren – Hasselt – Brussel-Zuid                                                                                           | Rijdt alleen op werkdagen. |
| P 7400/8400 | Piekuurtrein (NMBS)    | Luik-Guillemins – Leuven – Brussel-Zuid                                                                                     | Rijdt alleen op werkdagen. |
| P 7440/8440 | Piekuurtrein (NMBS)    | Wezet – Luik-Guillemins – Brussel-Zuid – 's-Gravenbrakel                                                                    | Rijdt alleen op werkdagen, 1 rit verder naar 's-Gravenbrakel. |
| P 7510/8510 | Piekuurtrein (NMBS)    | Moeskroen – Doornik – Brussel-Zuid – Schaarbeek                                                                             | Rijdt alleen op werkdagen. Twee treinen verder als IC-18 naar Luik-Paleis.                                                                                         |
| P 7600/8600 | Piekuurtrein (NMBS)    | Rochefort-Jemelle – Namen – Brussel-Zuid                                                                                    | Rijdt alleen op werkdagen. Een trein Brussel - Rochefort-Jemelle.                                                                                                  |
| P 7720/8720 | Piekuurtrein (NMBS)    | Jemeppe-sur-Sambre – Charleroi-Centraal – Brussel-Zuid – Schaarbeek                                                         | Rijdt alleen op werkdagen. |
| P 7740/8740 | Piekuurtrein (NMBS)    | Binche – La Louvière-Centrum – Brussel-Zuid – Schaarbeek                                                                    | Rijdt alleen op werkdagen. |
| P 7800/8800 | Piekuurtrein (NMBS)    | Quiévrain – Bergen – Brussel-Zuid – Schaarbeek                                                                              | Rijdt alleen op werkdagen. |
| P 7950/8950 | Piekuurtrein (NMBS)    | Kortrijk – Brussel-Zuid – Schaarbeek                                                                                        | Rijdt alleen op werkdagen. |
| ICT 6800    | Toeristentrein (NMBS)  | Tongeren – Hasselt – Brussel-Zuid – Gent-Sint-Pieters – Brugge – Oostende                                                   | Rijdt in juli en augustus. |
| ICT 6900    | Toeristentrein (NMBS)  | Brussel-Noord – Brussel-Zuid – Gent-Sint-Pieters – De Panne                                                                 | Rijdt in juli en augustus. |
| ICT 6960    | Toeristentrein (NMBS)  | Waver – Bierges-Walibi – Ottignies – Brussel-Zuid                                                                           | Rijdt tijdens de openingstijden van Walibi. Op werkdagen tot Ottignies.                                                                                            |

## Reizigerstellingen
De grafiek en tabel geven het gemiddeld aantal instappende reizigers weer op een week-, zater- en zondag.
| Tabel: aantal instappende reizigers station Brussel-Zuid | Tabel: aantal instappende reizigers station Brussel-Zuid | Tabel: aantal instappende reizigers station Brussel-Zuid | Tabel: aantal instappende reizigers station Brussel-Zuid |
|                                                          | Weekdag                                                  | Zaterdag                                                 | Zondag                                                   |
| -------------------------------------------------------- | -------------------------------------------------------- | -------------------------------------------------------- | -------------------------------------------------------- |
| 1998                                                     | 41 576                                                   | 11 778                                                   | 11 493                                                   |
| 1999                                                     | 36 973                                                   | 11 095                                                   | 10 830                                                   |
| 2000                                                     | 39 188                                                   | 11 246                                                   | 9 476                                                    |
| 2001                                                     | 53 243                                                   | 20 109                                                   | 19 016                                                   |
| 2002                                                     | 41 365                                                   | 13 329                                                   | 13 055                                                   |
| 2003                                                     | 40 454                                                   | 13 625                                                   | 13 438                                                   |
| 2004                                                     | 43 318                                                   | 14 537                                                   | 13 118                                                   |
| 2005                                                     | 44 155                                                   | 15 673                                                   | 15 764                                                   |
| 2006                                                     | 47 582                                                   | 15 428                                                   | 15 348                                                   |
| 2007                                                     | 49 194                                                   | 15 658                                                   | 15 592                                                   |
| 2008                                                     | -                                                        | -                                                        | -                                                        |
| 2009                                                     | 45 104                                                   | 18 103                                                   | 14 819                                                   |
| 2010                                                     | -                                                        | -                                                        | -                                                        |
| 2011                                                     | -                                                        | -                                                        | -                                                        |
| 2012                                                     | 54 855                                                   | 17 755                                                   | 19 422                                                   |
| 2013                                                     | 58 732                                                   | 20 422                                                   | 20 284                                                   |
| 2014                                                     | 61 941                                                   | 24 122                                                   | 23 485                                                   |
| 2015                                                     | 62 545                                                   | 19 347                                                   | 21 453                                                   |
| 2016                                                     | 60 361                                                   | 23 797                                                   | 24 358                                                   |
| 2017                                                     | 58 461                                                   | 26 078                                                   | 24 079                                                   |
| 2018                                                     | 58 035                                                   | 21 961                                                   | 23 837                                                   |
| 2019                                                     | 59 670                                                   | 23 733                                                   | 24 534                                                   |
| 2020                                                     | 31 006                                                   | 17 165                                                   | 15 038                                                   |
| 2021                                                     | -                                                        | -                                                        | -                                                        |
| 2022                                                     | 50 746                                                   | 29 056                                                   | 27 814                                                   |
| 2023                                                     | 58 344                                                   | 33 469                                                   | 32 344                                                   |
| 2024                                                     | 58 380                                                   | 31 871                                                   | 29 804                                                   |

## Spoorindeling
| spoor  | lengte | gebruik                                                                           |
| ------ | ------ | --------------------------------------------------------------------------------- |
| 1 - 2  | 400 m  | uitsluitend voor Eurostar                                                         |
| 3 - 6  | 400 m  | hoofdzakelijk voor Eurostar, Thalys, TGV en ICE, beperkt binnenlands treinverkeer |
| 7 - 21 |        | (voornamelijk) binnenlands treinverkeer                                           |
| 22     |        | doodlopend, bereikbaar vanuit het zuiden (kant Charleroi)                         |

## Metro, premetro, tram en bus
Onder de noordzijde van het spoorwegstation bevindt zich het metrostation Zuidstation (Frans: Gare du Midi). Dit station kwam in gebruik op 2 oktober 1988 en wordt aangedaan door de metrolijnen 2 en 6. Sinds 3 december 1993 wordt het zuidstation ook aangedaan door de noord-zuidas van de Brusselse premetro; voordien was er enkel een bovengrondse halte bij de tunnelinrit, die nog steeds door een aantal lijnen wordt gebruikt. De sporen in beide reisrichtingen liggen boven elkaar. De metrosporen zijn aan beide zijden van perrons voorzien, wat garant staat voor een goede doorstroming.
In het metrostation stoppen ook de trams (premetro) die de zuidelijke verlenging (Zuidstation-Albert) van de Noord-Zuidverbinding aandoen, de huidige lijnen 3 en 4. Op beide niveaus stoppen deze trams aan de overzijde van een metroperron, wat een snelle overstap mogelijk maakt.
De overige trams (51, 81, 82) stoppen bovengronds, in de zogenaamde 'overdekte straat'. Tussen het (pre)metrostation en de bovengrondse tramhalte is, tot ergernis van veel reizigers, geen rechtstreekse verbinding aanwezig. In maart 2011 begon de bouw van een nieuwe toegang tot de metroperrons van het Zuidstation aan de zijde van de Fonsnylaan.
In de 'overdekte straat' is verder ook de eindhalte te vinden van de MIVB-buslijnen. De bussen van De Lijn stoppen iets verderop, bij het Baraplein. De TEC-bussen stoppen aan de andere kant van het station, bij de uitgang van de 'overdekte straat'.

## Fotogalerij

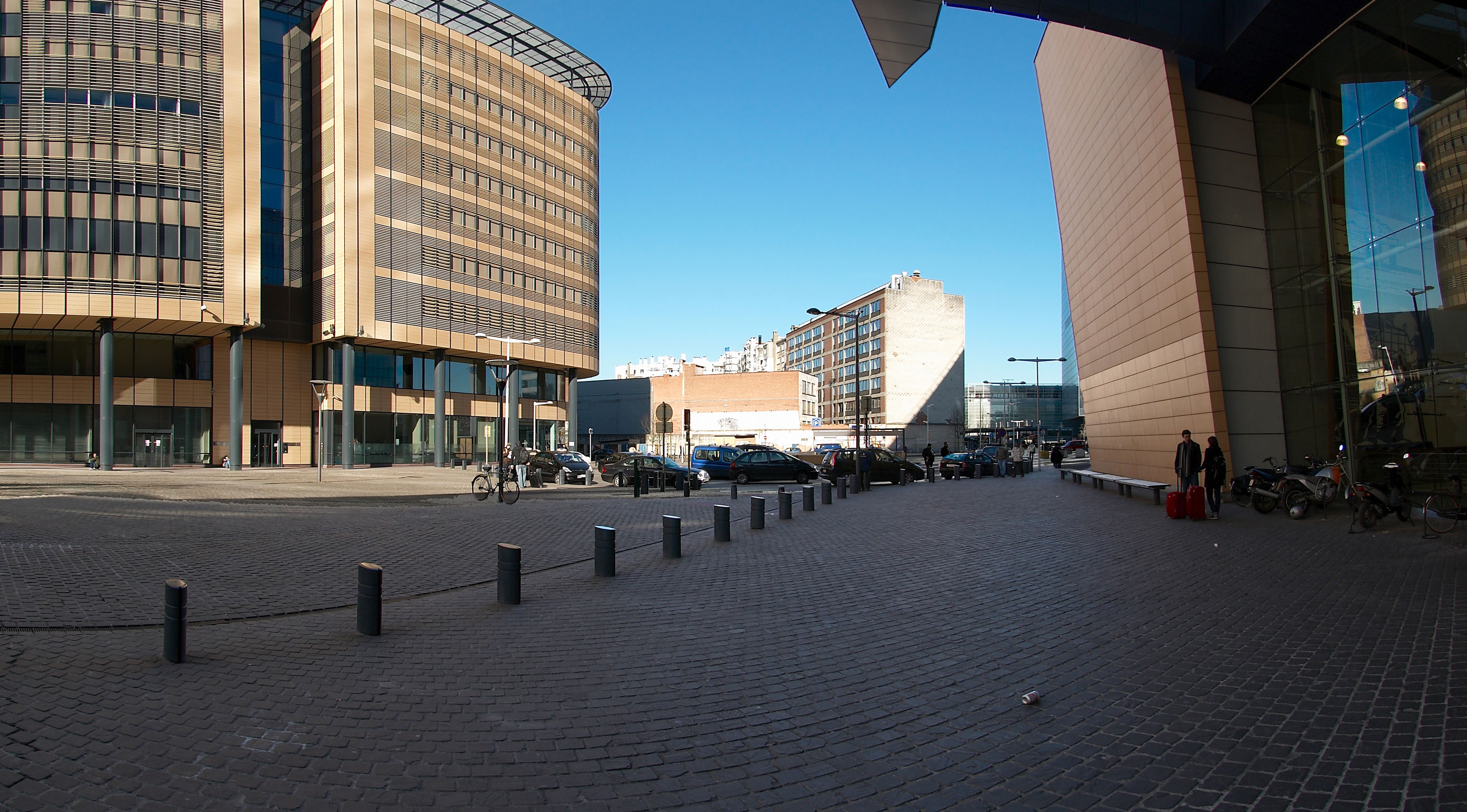
Westelijke toegang op het Victor Hortaplein (2008)
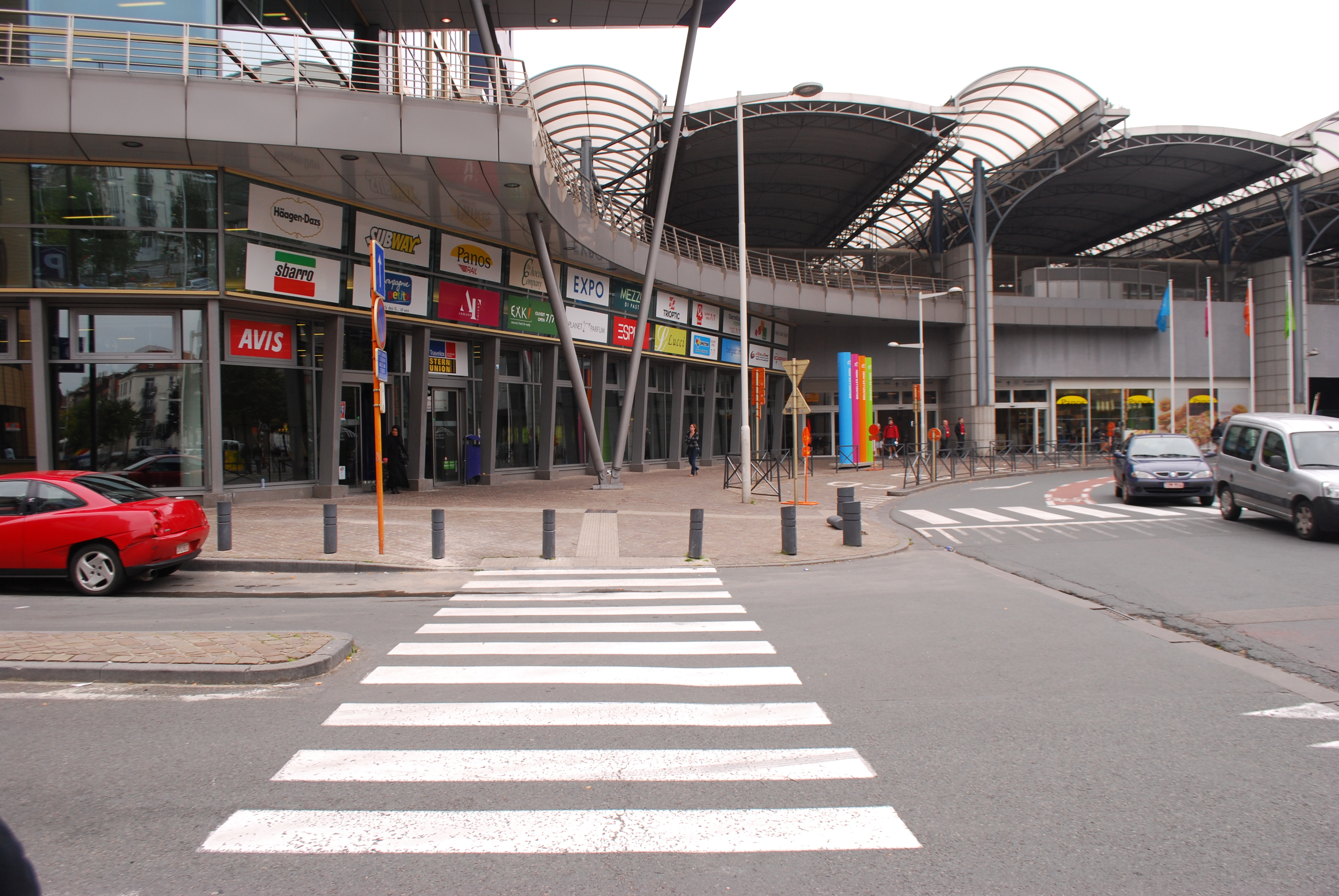
Westelijke toegang in de Frankrijkstraat (2011)
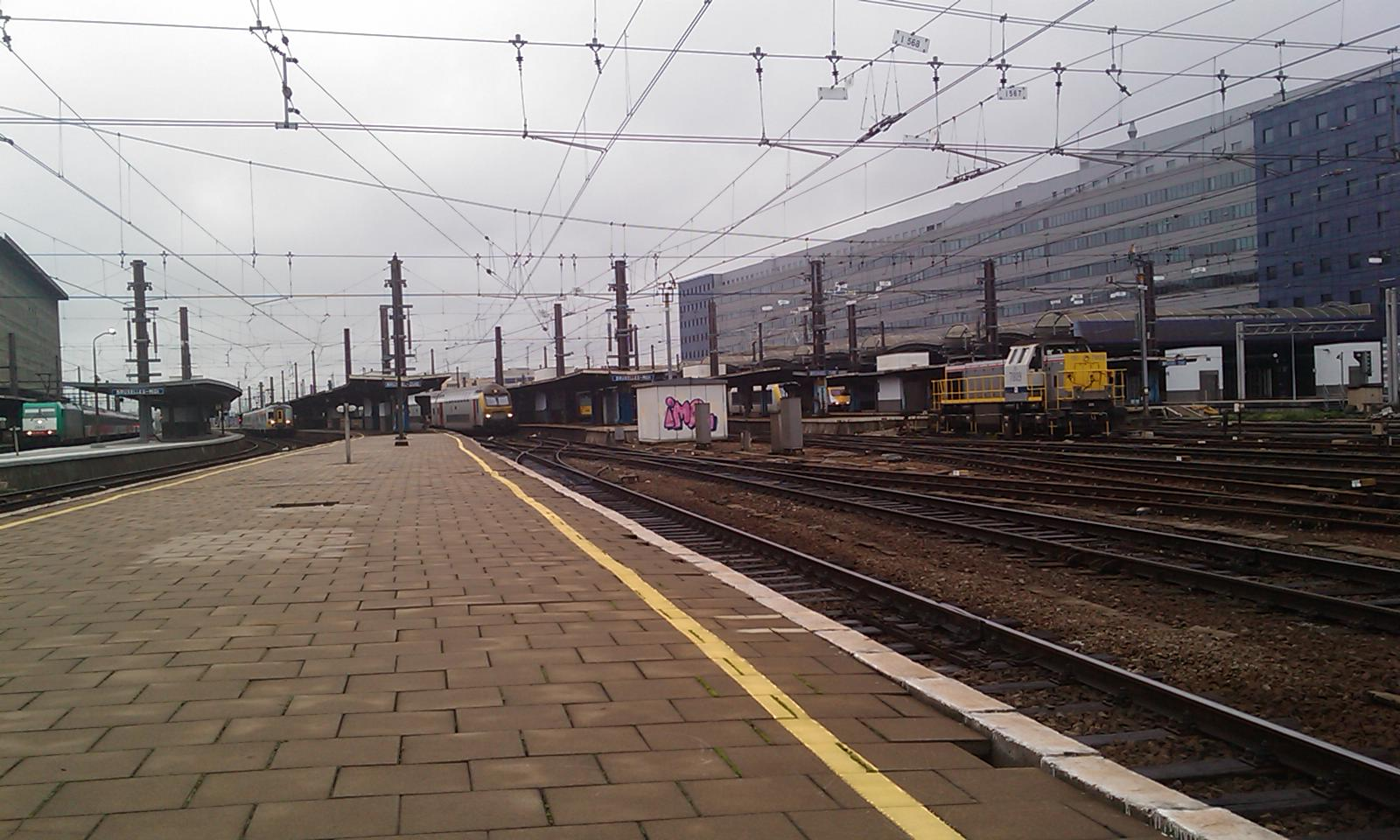
Zicht op de perrons vanuit het noorden (2010)
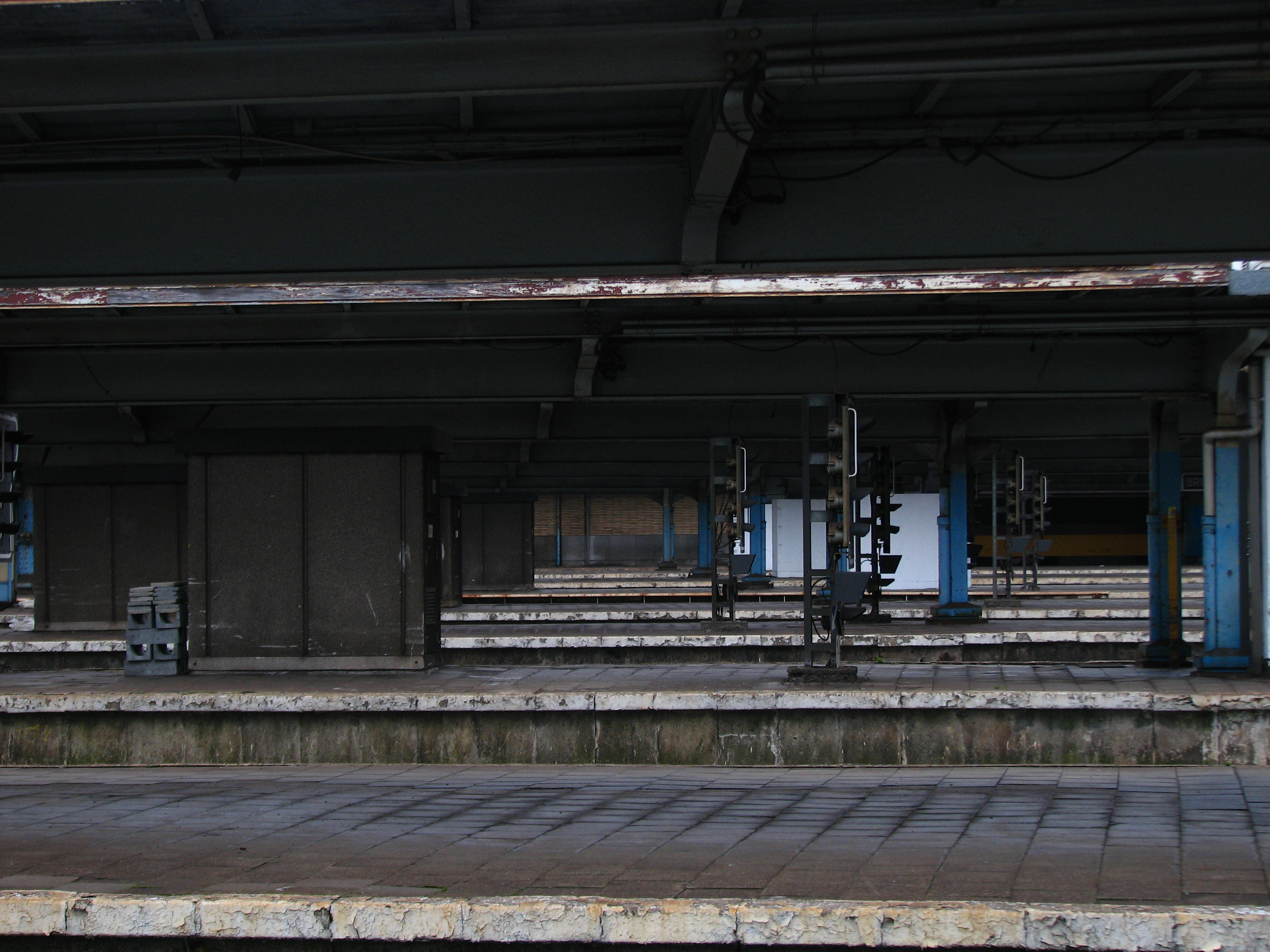
De staat van de perrons in 2008.
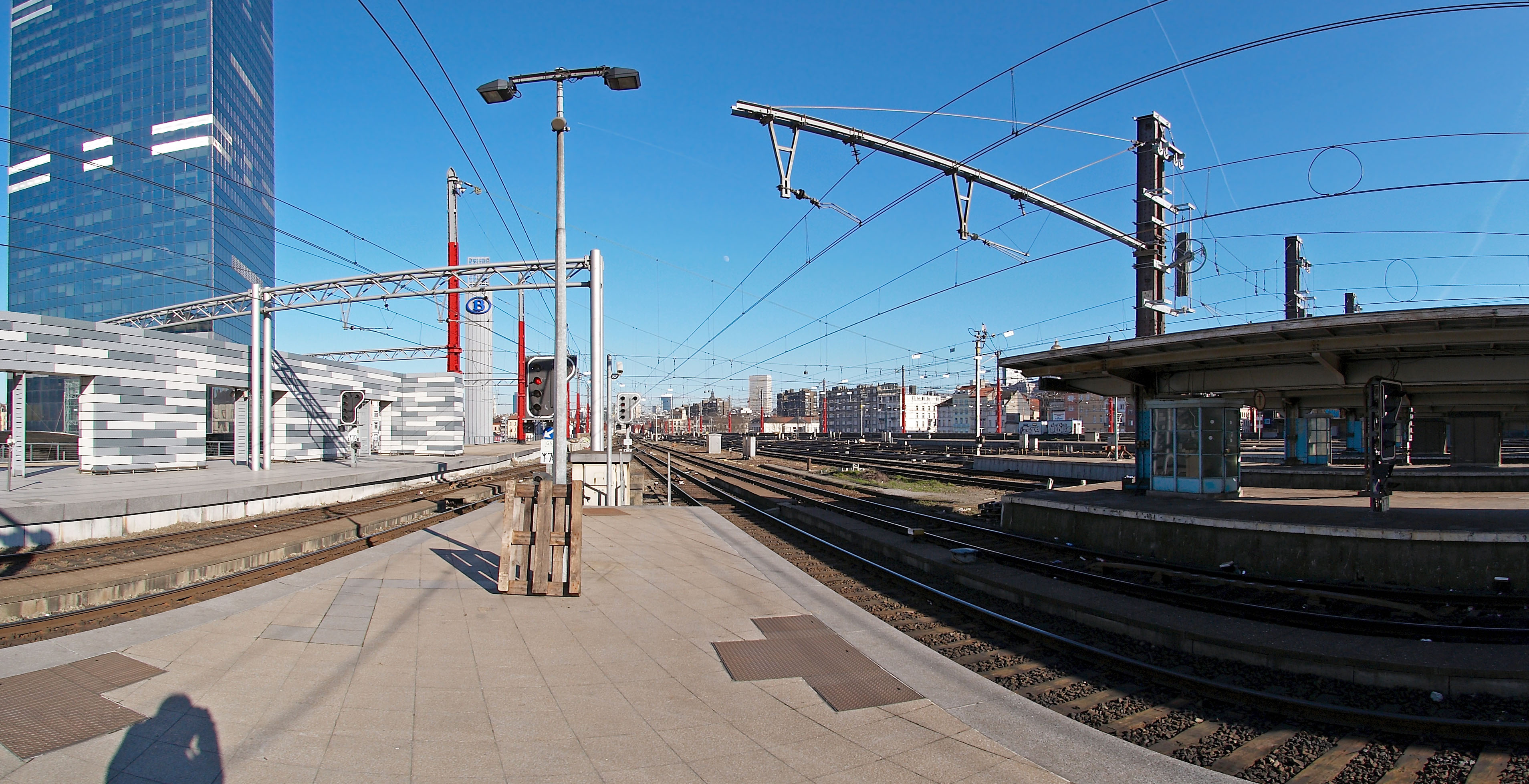
Noordelijk einde van de internationale perrons in 2008.
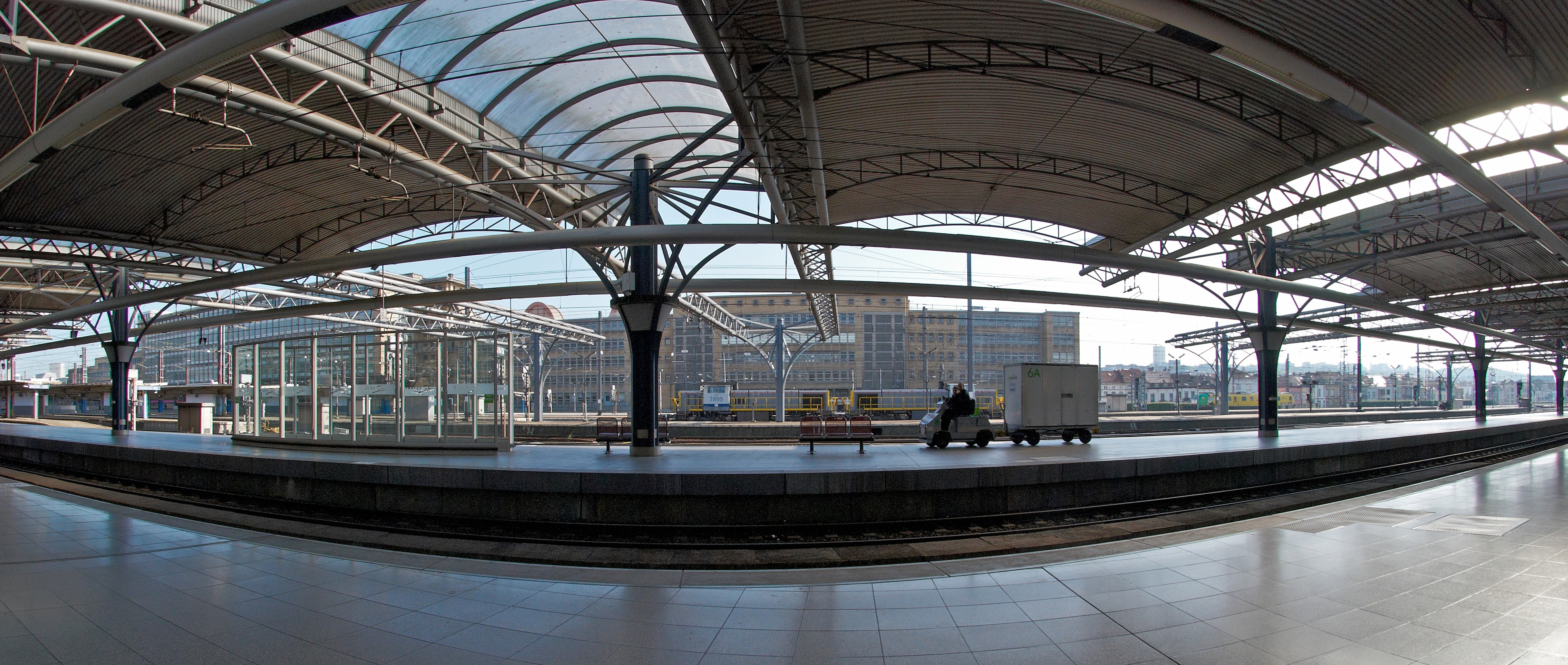
Internationale perrons
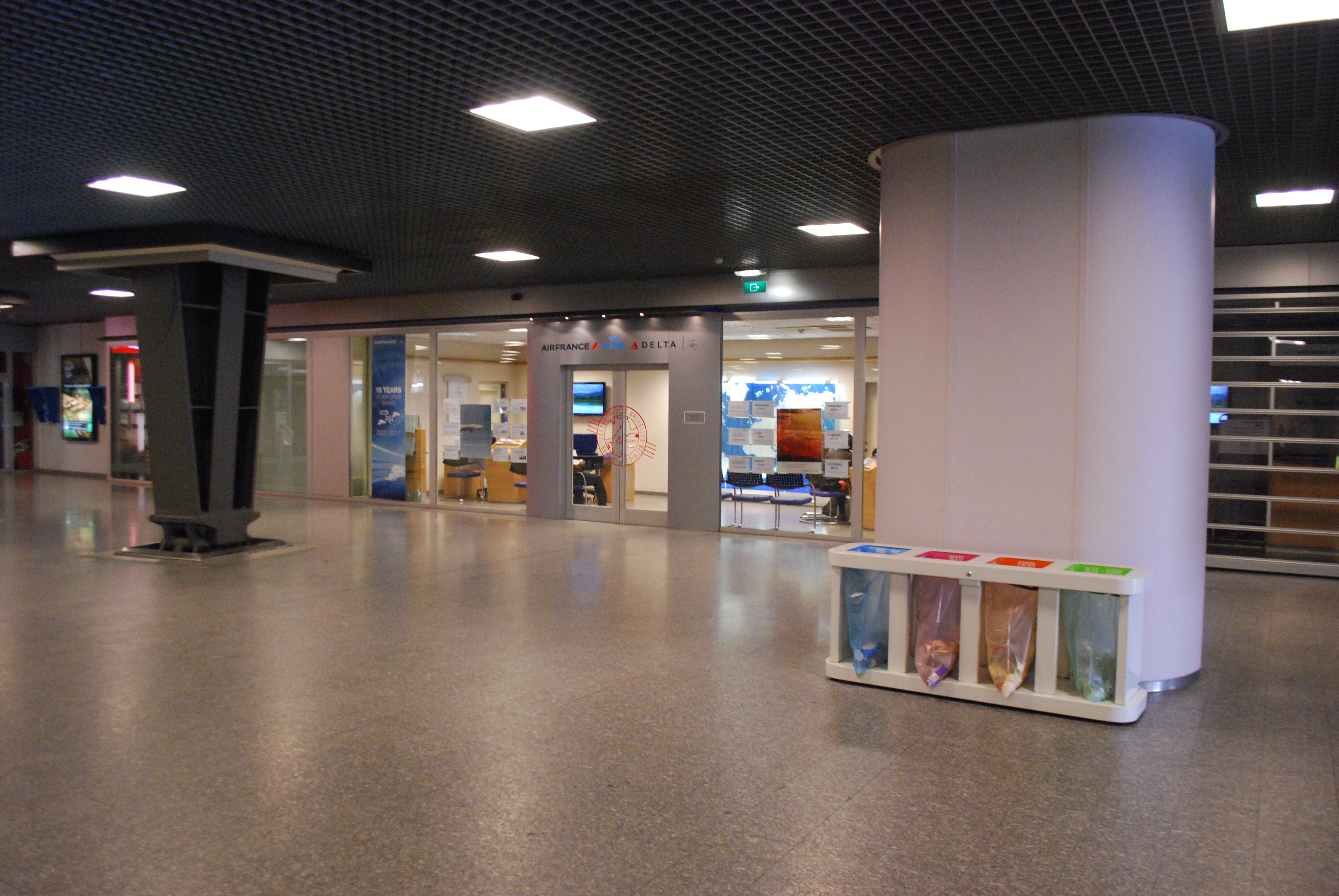
Loketten van KLM - Air France - Delta
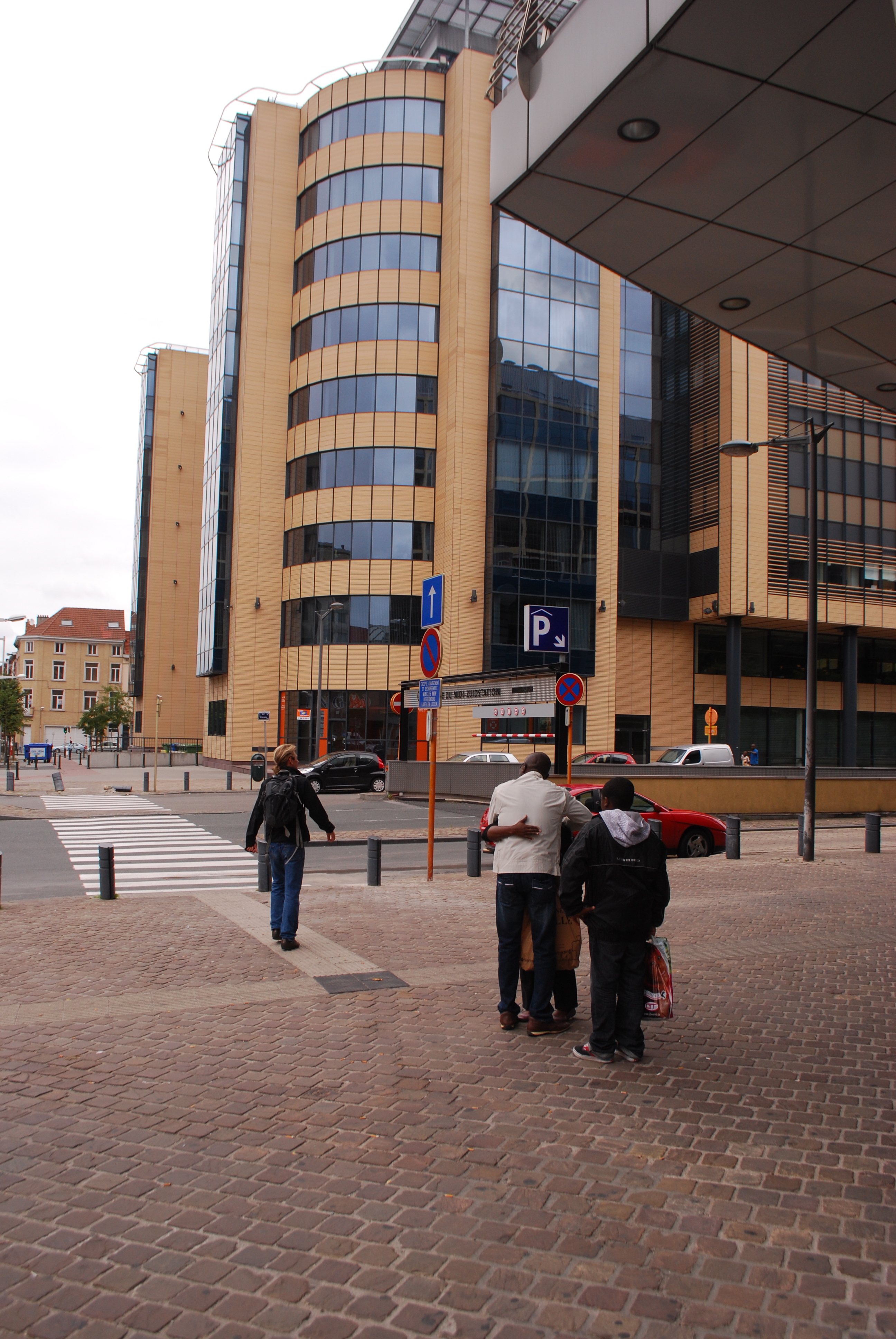
Omgeving van het station op de hoek van het Hortaplein, Onderwijsstraat en Frankrijkstraat.
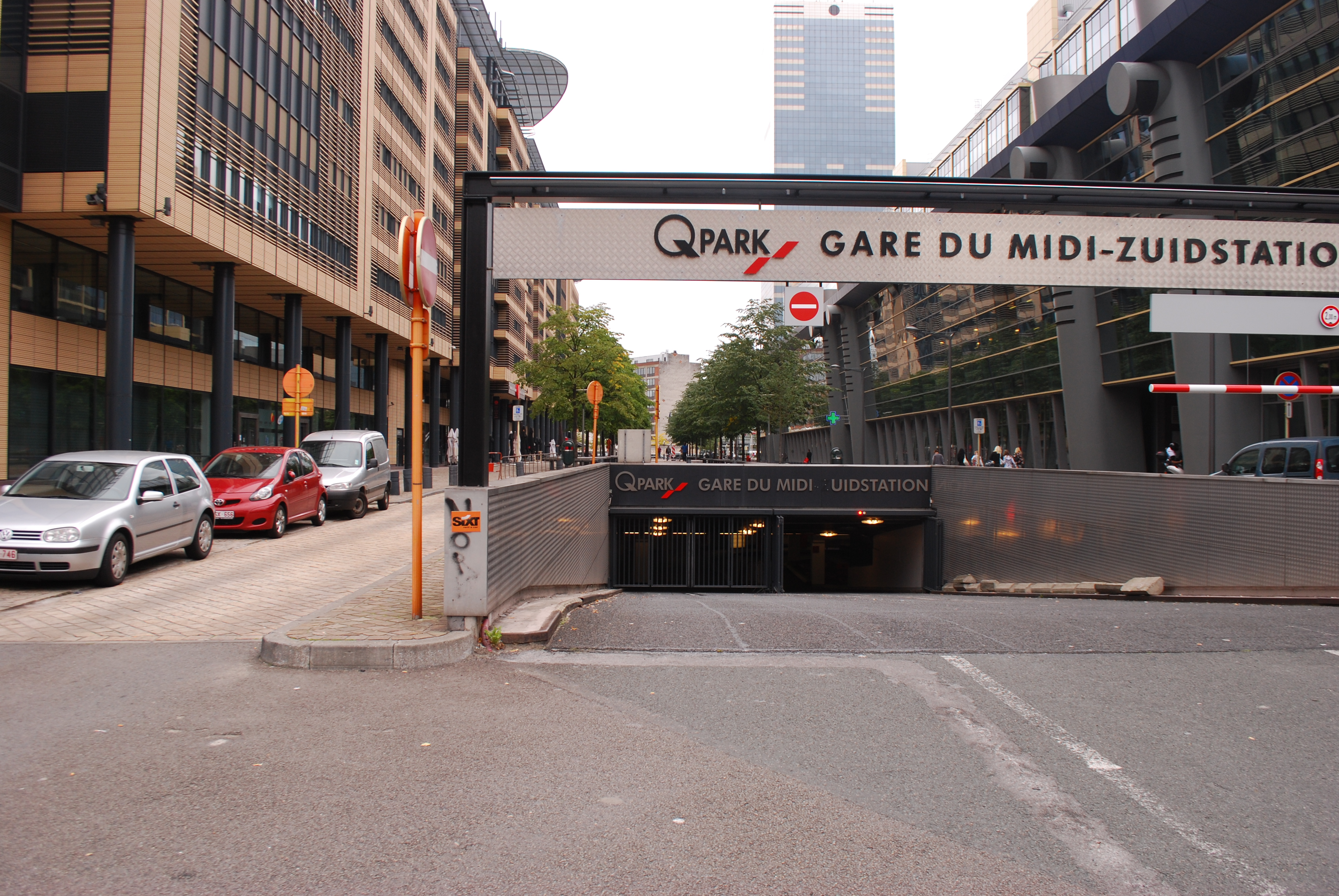
Parking van het Zuidstation onder het Hortaplein aan de westzijde van het station.
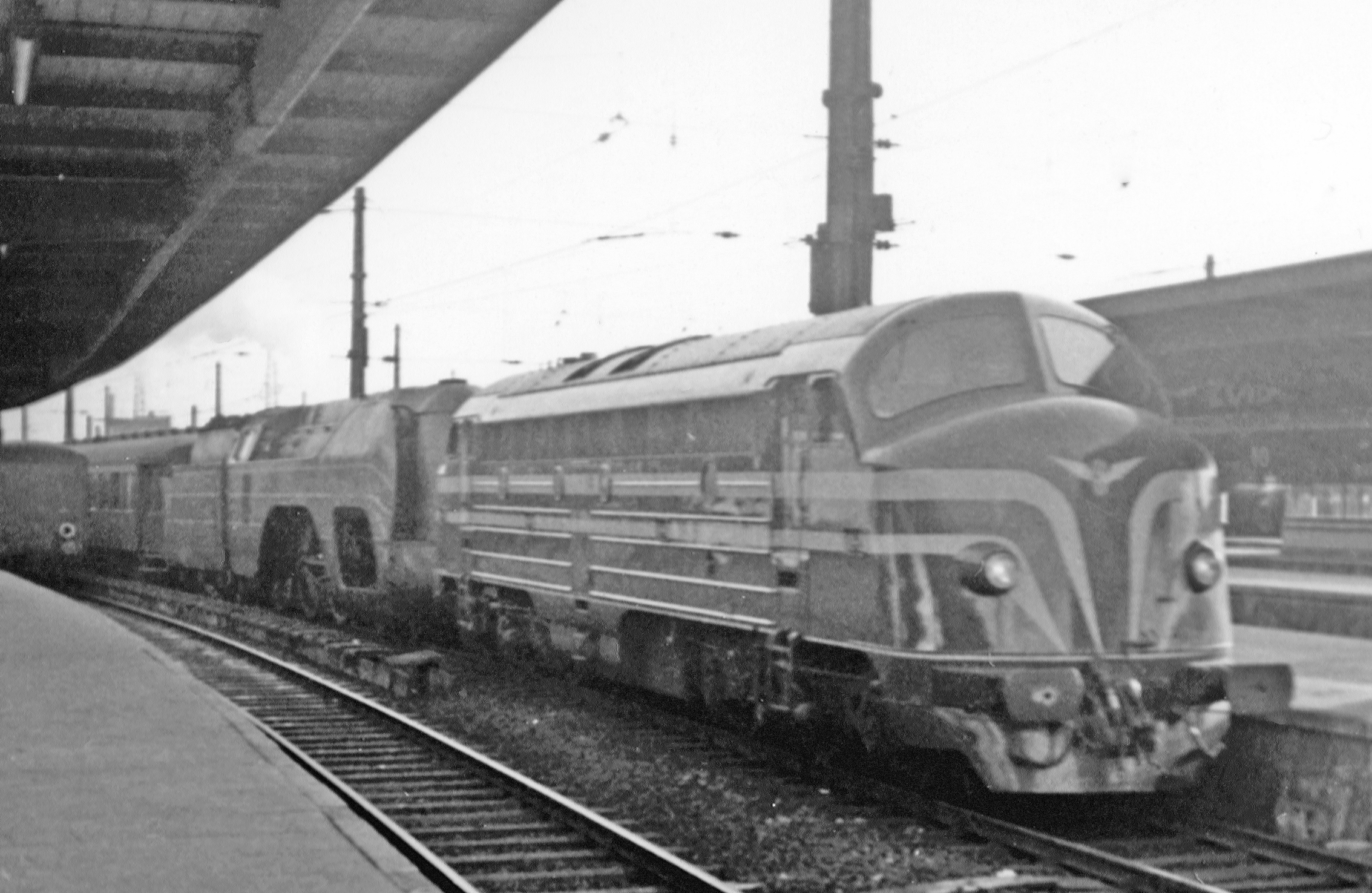
Expresstrein in 1957
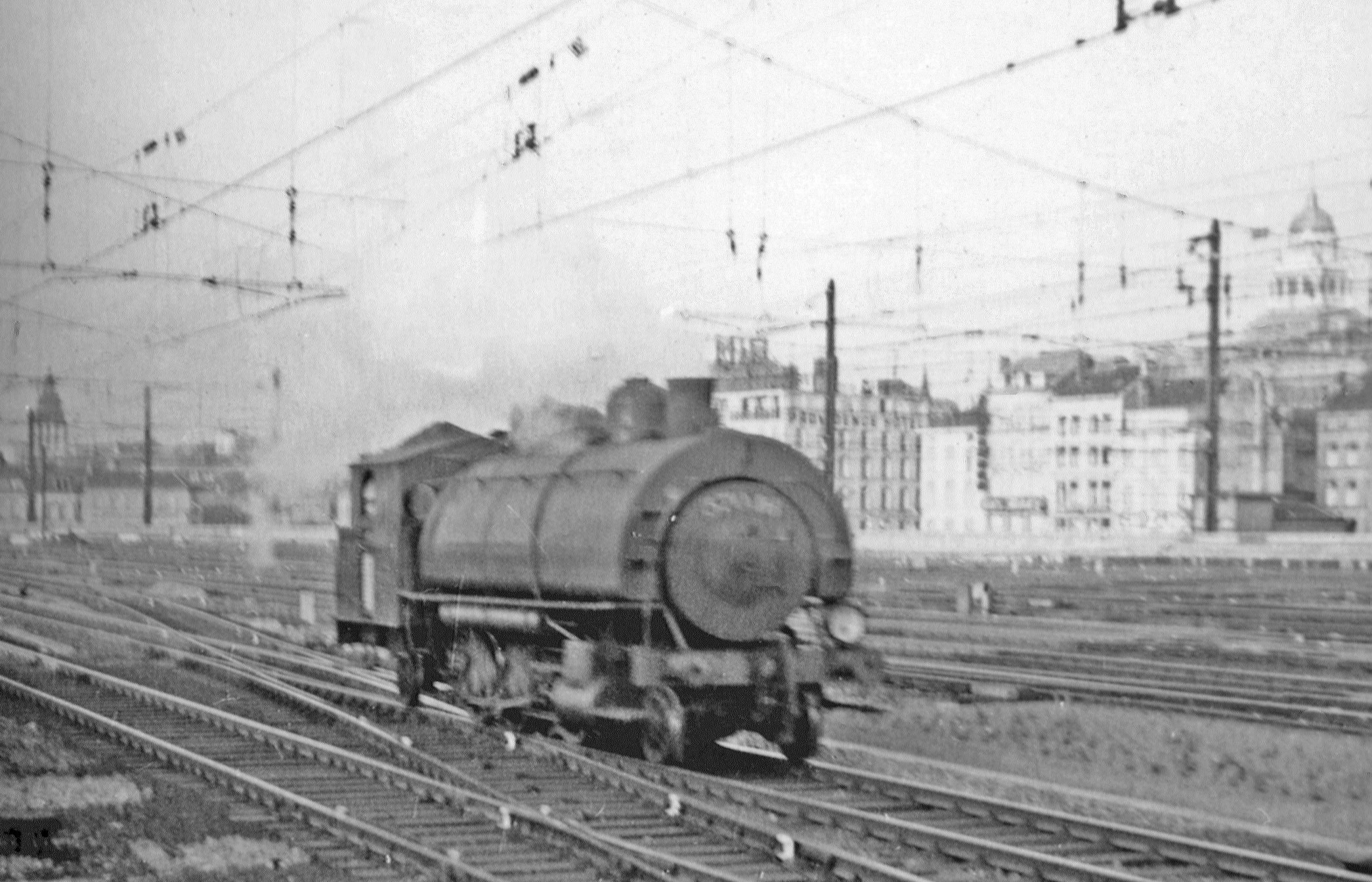
Type 57 locomotief in 1957. Justitiepaleis in de achtergrond.